# شعب الظبر (ردفان)

تعديل مصدري - تعديل

شعب الضبر هي إحدى قرى عزلة الحبيلين بمديرية ردفان التابعة لمحافظة لحج، بلغ تعداد سكانها 239 نسمة حسب تعداد اليمن لعام 2004.